# Kathleen Satchwell
Kathleen Margaret « Kathie » Satchwell, née le 6 septembre 1951, est une juge à la retraite et une défenseure des droits humains. Elle siège à la division du Gauteng de la Haute Cour (anciennement la Haute Cour du Gauteng du Sud ) en Afrique du Sud.
Elle se distingue par ses contributions à la jurisprudence constitutionnelle, à l’égalité des genres et à la transformation du système judiciaire sud-africain. Elle mène également un activisme juridique depuis l’ère de l’apartheid et préside la Commission Satchwell, chargée de la réforme de l’indemnisation des accidents de la route.

## Biographie
Elle entame ses études universitaires à l'Université Rhodes en 1969 puis passe une année aux États-Unis dans le cadre du programme de l’American Field Service.
À son retour en Afrique du Sud, Kathie s’engage dans la politique étudiante et est élue présidente du conseil représentatif des étudiants de l’université Rhodes en 1971.
Elle obtient un baccalauréat ainsi qu’un diplôme avec mention en anthropologie, accompagné d’un mémoire sur le rôle du « Umtshakazi » - qui signifie « jeune mariée » - dans les familles xhosas traditionnelles.
Pendant son passage à l’université Rhodes, Kathie  intègre l'Union nationale des étudiants sud-africains (NUSAS) et particieé aux activités de l’organisation, ainsi qu’à des groupes de discussion et des réunions plus confidentielles. Elle s'investit dans l’organisation de manifestations publiques sur des questions liées à la lutte contre l’apartheid. Aussi, elle rejoint l'organisation humanitaire Black Sash où elle coordonne et dirige, à temps partiel pendant deux ans, le Black Sash Advice Office.
En 1977, après l’arrestation de Steve Biko à Grahamstown (aujourd’hui Makhanda), Kathie installe un programme de soutien destiné à ses collègues de la province du Cap-Oriental, qui étaient détenus à Grahamstown pour des périodes indéterminées.
Ellle entame par la suite une maîtrise en anthropologie et acquiert un diplôme en droit (LLB) à l’Université d'Afrique du Sud (UNISA),.

## Carrière juridique et judiciaire

### Début de carrière
Kathie commence sa carrière juridique à Johannesburg en 1979, après un stage auprès de l’avocat en droits humains Raymond Tucker. Elle participe à d’importants procès politiques en collaborant avec des figures telles que George Bizos, Sydney Kentridge et Dennis Kuny.[réf. souhaitée]
En 1981, Kathie fonde son propre cabinet, représentant de nombreux détenus, des membres d’organisations interdites ainsi que des personnes accusées de trahison, de terrorisme, d’infractions aux lois sur la sécurité telles que la loi sur le terrorisme, la loi sur la sécurité intérieure et les règlements d'urgence.
Kathie a également représenté des syndicats et des revues interdites en vertu de la législation sur la presse pour avoir critiqué le régime de l’apartheid, notamment Learn and Teach et Work in Progress. En 1991, elle a été choisie parmi six avocats pour représenter les prisonniers de l’île de Robben dans le cadre de leur demande de libération.

### Nominations judiciaires
En octobre 1996, le président Nelson Mandela nomme Satchwell à la Division provinciale du Transvaal de la Haute Cour (aujourd’hui Division du Gauteng de la Haute Cour d’Afrique du Sud), faisant d’elle une des deux premières femmes avocates nommées à cette position.
Au cours de son mandat, Satchwell dirige plusieurs affaires civiles, pénales, fiscales et relatives au droit du travail, siégeant dans plusieurs tribunaux, notamment à la Division du Gauteng de la Haute Cour d’Afrique du Sud (à Johannesburg et Pretoria), à la Division du Cap-Occidental de la Haute Cour d’Afrique du Sud (au Cap), ainsi qu’à la Cour fiscale de Johannesburg et Pretoria.[réf. souhaitée]
Les jugements de Satchwell se sont distingués par leur innovation juridique et leur interprétation progressiste des principes constitutionnels, notamment sur les questions d’égalité, de justice entre les sexes et d’accès à la justice,.
En 1999, le président Nelson Mandela a nommé Satchwell à la tête de la Commission d’enquête chargée de proposer un nouveau système d’indemnisation pour les victimes d’accidents de la route.

### Jugements et contributions notables
Satchwell a été une critique ouverte de la complicité du système judiciaire dans l’apartheid. En 1996, elle est devenue la première et la seule juge de la Haute Cour à témoigner devant la Commission vérité et réconciliation (TRC) à titre personnel, mettant en lumière l’échec du système juridique à défendre et protéger les droits humains durant l’ère de l’apartheid.
En 1996, Satchwell rend son jugement dans l’affaire S c. Sebejan, qui portait sur les droits constitutionnels des personnes qualifiées de « suspects » lors des enquêtes policières.
Dans l’affaire Holtzauzen c. Roodt, Satchwell plaide en faveur d’une approche judiciaire plus empathique dans les affaires de violences sexuelles soulignant l’importance du recours à des témoignages d’experts dans les affaires de viol et a mis en garde contre le danger pour les juges de se fonder uniquement sur leurs hypothèses personnelles.[réf. souhaitée]
L’une des contributions juridiques les plus remarquables de Satchwell s’est manifestée dans l’affaire Satchwell contre le Président de la République d’Afrique du Sud, où elle conteste la loi sur la rémunération et les conditions d’emploi des juges en arguant que sa conjointe devrait bénéficier des mêmes avantages que les époux ou épouses (sous le régime matrimonial) des juges hétérosexuels,. En 2002, la Cour constitutionnelle d’Afrique du Sud a statué en sa faveur, estimant que cette loi violait la clause d’égalité de la Constitution. Un jugement complémentaire rendu en 2003 a étendu ces avantages à tous les partenaires de même sexe engagés dans une relation permanente et solidaire. Cette décision historique a marqué une avancée majeure pour les droits des personnes LGBTQ+ en Afrique du Sud.

## Activités post-retraite
Après avoir pris sa retraite de la magistrature en octobre 2016, Satchwell s'est s’investie dans le service public et la réforme du droit. Elle exerce à la Cour fiscale en tant que juge suppléante pendant 18 mois, entre 2017 et 2018, et a également comme juge suppléante en mettant en œuvre des réformes au sein de la chambre des affaires civiles à Johannesburg entre 2018 et 2019.[réf. souhaitée]
Les activités de Satchwell après sa retraite comprennent l’arbitrage de différends et sa participation à plusieurs commissions d’enquête. En 2018, elle préside une enquête sur le harcèlement sexuel au sein de l’ONG Equal Education.
Entre 2019 et 2020, Satchwell a présidé une enquête indépendante sur l’éthique des médias, commandée par le South African National Editors' Forum (SANEF),.
Satchwell a contribué à l’évaluation des preuves et à la rédaction des chapitres préliminaires de la Commission d’enquête du juge en chef Raymond Zondo sur les allégations de capture de l’État, de corruption et de fraude.

## Reconnaissances
- Docteur en droit (honoris causa) à l'Université de Rhodes (2010)[3],[1].
- Prix des anciens élèves distingués, Université Rhodes (2019)[18].
- Administrateur du Fonds Nelson Mandela pour l'enfance[4].
- Membre du comité de gestion du Fonds Nelson Mandela pour l'enfance[réf. souhaitée]
- Membre, Personnes s'opposant à la violence faite aux femmes (POWA)[4].

## Vie privée
La compagne de vie de Kathie était Lesley Louise Carnelley, formatrice, coach, femme d’affaires, consultante en immobilier et mère de deux filles. Elles se sont mariées en 2007, après la légalisation du mariage entre personnes de même sexe en Afrique du Sud.

## Publications
- (en) Kathleen Satchwell, « Tort claims for road accident compensation and social security in South Africa », International Social Security Review, vol. 57, no 3,‎ juillet 2004, p. 111–132 (ISSN 0020-871X et 1468-246X, DOI 10.1111/j.1468-246X.2004.00197.x, lire en ligne, consulté le 1er juillet 2025).

## Note et références
- (en) Cet article est partiellement ou en totalité issu de l’article de Wikipédia en anglais intitulé « Kathleen Satchwell » (voir la liste des auteurs).

1. 1 2 3 4  (en-US) « Human Rights champion honoured at graduation », www.ru.ac.za, 15 juillet 2011 (consulté le 9 mai 2025)
2. 1 2 3 4  (en) Satchwell, « Students at Rhodes under Apartheid », African Sociological Review / Revue Africaine de Sociologie, vol. 9, no 1,‎ 2005, p. 167–178 (ISSN 1027-4332, lire en ligne)
3. 1 2 3  (en-US) « Judge Kathleen Satchwell on life and love – Grocott's Mail », 12 avril 2010 (consulté le 9 mai 2025)
4. 1 2 3 4  (en-GB) PB-M-Admin, « AWARDS 2014 | ProBono.org » (consulté le 9 mai 2025)
5. ↑  (en-US) « Kathy Satchwell », www.ru.ac.za, 22 juillet 2019 (consulté le 9 mai 2025)
6. ↑  (en) M. Olivier et J. Baloro, « Towards a legitimate South African judiciary: Transformation, independence and the promotion of democracy and human rights », Journal for Juridical Science, vol. 26, no 1,‎ janvier 2001, p. 31–50 (DOI 10.10520/ejc-juridic-v26-n1-a3, lire en ligne, consulté le 30 juin 2025)
7. ↑  (en) Nicolette Naylor, « Villains and (s) heroes in the quest for truth and justice in sexual harassment cases », Acta Juridica, vol. 2020, no 1,‎ 2020, p. 27-61. (DOI 10.10520/EJC-1fa6620493, lire en ligne )
8. ↑  (en) Sherren Mills, « Spiral of Entrapment: abused women in conflict with the Law », Agenda, vol. 19, no 66,‎ 27 avril 2011, p. 75-78 (lire en ligne )
9. ↑  (en) « Proclamation No. 65 of 1999 », web.archive.org, 23 septembre 2006 (consulté le 9 mai 2025)
10. ↑  (en) Dudley H. Williams, « De Minimis Non Curat Dudlius  (Dudley Doesn't Entertain Small Things): The Constitutional Position Of The Suspect », 12 septembre 2013 (consulté le 9 mai 2025)
11. ↑  (en) Indrani Sen Gupta, Human Rights of Minority and Women's: Transgender human rights, Gyan Publishing House (ISBN 978-81-8205-282-6, lire en ligne), p. 58
12. ↑  (en) Philip Harrison, South Africa's Top Sites, Spearhead, 2005 (ISBN 9780864865687), p. 33
13. ↑  (en-US) Stone, « Siyabonga Gama loses R18m compensation claim against Transnet », News24 (consulté le 9 mai 2025)
14. ↑  (en) « Kathleen Satchwell to investigate Doron Isaacs allegations - EE - POLITICS | Politicsweb », www.politicsweb.co.za (consulté le 9 mai 2025)
15. ↑  (en) Kate Skinner, « Building Media Credibility and Ethics in South Africa: A Way Forward from the Margins », dans Women Journalists in South Africa: Democracy in the Age of Social Media, Springer International Publishing, 2022, 89–105 p. (ISBN 978-3-031-12696-3, DOI 10.1007/978-3-031-12696-3_7, lire en ligne)
16. ↑  (en-US) SANEF Team, « Further Allegations Against Journalists At Zondo Commission Deeply Concerning - Sanef » SANEF | Protecting Media Freedom », sur SANEF | Protecting Media Freedom, 1er octobre 2019 (consulté le 1er juillet 2025)
17. ↑  (en) « Special Appointments/Commissions », The Judiciary,‎ 8 mas 2021, p. 24 (lire en ligne  [PDF])
18. ↑  (en-US) « Rhodes University honours three of its most distinguished alumni », www.ru.ac.za, 5 novembre 2018 (consulté le 9 mai 2025)
19. ↑  « The Times - Article », web.archive.org, 28 septembre 2007 (consulté le 9 mai 2025)